# Wola Gułowska (gromada)
Wola Gułowska – dawna gromada, czyli najmniejsza jednostka podziału terytorialnego Polskiej Rzeczypospolitej Ludowej w latach 1954–1972.
Gromady, z gromadzkimi radami narodowymi (GRN) jako organami władzy najniższego stopnia na wsi, funkcjonowały od reformy reorganizującej administrację wiejską przeprowadzonej jesienią 1954 do momentu ich zniesienia z dniem 1 stycznia 1973, tym samym wypierając organizację gminną w latach 1954–1972.
Gromadę Wola Gułowska z siedzibą GRN w Woli Gułowskiej utworzono – jako jedną z 8759 gromad na obszarze Polski – w powiecie łukowskim w woj. lubelskim na mocy uchwały nr 13 WRN w Lublinie z dnia 5 października 1954. W skład jednostki weszły obszary dotychczasowych gromad Wola Gułowska, Turzystwo "B", Lipiny, Żurawiec i Konorzatka ze zniesionej gminy Gułów oraz obszary dotychczasowych gromad Czarna, Dąbrówka i Sobiska ze zniesionej gminy Serokomla w tymże powiecie. Dla gromady ustalono 25 członków gromadzkiej rady narodowej.
1 stycznia 1958 z gromady Wola Gułowska wyłączono wieś Czarna, włączając ją do gromady Serokomla w tymże powiecie.
1 stycznia 1960 do gromady Wola Gułowska włączono wieś Ferdynandów ze znoszonej gromady Walentynów "w powiecie łukowskim w woj. lubelskim".
31 grudnia 1960 do gromady Wola Gułowska włączono kolonię Kalinowy Dół z gromady Nowodwór w powiecie ryckim woj. warszawskim.
1 stycznia 1962 do gromady Wola Gułowska włączono obszar zniesionej gromady Krzówka w tymże powiecie.
Gromada przetrwała do końca 1972 roku, czyli do kolejnej reformy gminnej.